# Ulica Ludowa w Częstochowie
Ulica Ludowa – jedna z ulic w częstochowskim Kiedrzynie, rozciąga się pomiędzy ulicą Traugutta i granicą miasta. 
Na odcinku od ul. Sejmowej do granicy miasta stanowi część drogi wojewódzkiej nr 483 do Łasku.